# AREDYLD-Syndrom
Das AREDYLD-Syndrom, Akronym für Akral-Renale Ektodermale Dysplasie,  Lipatrophischer Diabetes, ist eine sehr seltene vererbliche Erkrankung mit einer Kombination von Dysplasie der Akren und Nieren, Ektodermaler Dysplasie und Diabetes mellitus.
Synonyme sind: englisch Acrorenal Field Defect, Ectodermal Dysplasia, And Lipoatrophic Diabetes
Die Bezeichnung wurde durch Erstautor der Erstbeschreibung aus dem Jahre 1983 durch die brasilianische Ärztin Marta Pinheiro geprägt.

## Verbreitung
Die Häufigkeit wird mit unter 1 zu 1.000.000 angegeben, die Vererbung erfolgt autosomal-rezessiv.